# Каменский, Захар Абрамович
Заха́р Абра́мович Каменский (25 августа 1915, Луганск, Бахмутский уезд, Екатеринославская губерния, Российская империя — 3 декабря 1999, Москва, Российская федерация) — советский и российский философ, специалист в области истории философии и методологии философского познания. Исследователь русской философии XIX века. Доктор философских наук, профессор.

## Биография
Отец — партийный и государственный деятель, большевик с 1917 года Абрам Захарович Каменский, участник Гражданской войны, народный комиссар госконтроля Донецко-Криворожской Республики (репрессирован в 1937 году). Младший брат — Александр Абрамович Каменский (1922—1992), художественный критик и историк искусства второй половины XX века.
Захар Абрамович окончил философский факультет МИФЛИ (1938), где учился с 1934 года. Затем поступил в аспирантуру кафедры диалектического и исторического материализма МГУ. 2 июня 1941 года защитил кандидатскую диссертацию, посвящённую Чаадаеву. Научным руководителем был В. Ф. Асмус.
Участник Великой Отечественной войны, в конце 1942 году вернулся с фронта по ранению. В 1941—1949 годах работал в Институте философии (с перерывом в 1941—1942, когда находился на фронте).

## Философские разногласия
Принял участие в философской дискуссии 1947 года, где поставил вопрос о свободе философского исследования и критиковал бюрократизм в науке. Он также критиковал профессиональные способности начальства.
Был причислен к проповедникам «космополитизма» в философии, и неоднократно упоминался в центральной печати в рамках «борьбы с космополитизмом».
Был уволен из Института философии в марте 1949 года, и в течение нескольких лет не находил работы. Работал учителем в средней школе.
В эти годы он работал над докторской диссертацией «Философские идеи русского Просвещения»; он защитил её в 1966 году.
В 1957—1968 годах работал в издательстве «Советская Энциклопедия», где анонимно писал большое количество философских статей для разных энциклопедий.
В конце 1968 года приступил к работе в Институте философии во вновь организованном секторе истории западноевропейской философии.
В последние годы жизни занимался историей советской философии.
Похоронен на Новодевичьем кладбище.

## Основные работы
Книги
- Русская философия начала XIX века и Шеллинг [О Д. М. Велланском и М. Г. Павлове]. М. : Наука, 1980. - 326 с.
- Московский кружок любомудров. М.: Наука,  1980. — 327 с.
- Н. И. Надеждин: Очерк философских и эстетических взглядов (1828—1836).  М.: Искусство, 1984. — 208 с.
- Тимофей Николаевич Грановский. М.: Мысль, 1988. - 189 с.
- История философии как наука. М.: Институт философии РАН, 1992. − 121 с. ISBN 5-02-008121-3
- Философия как наука. Классическая традиция и современные споры. М.: Наука, 1995. — 173 с.  ISBN 5-02-008262-7.
- А.И. Галич. М.: Институт философии РАН, 1995. - 229 с.
- Отечественная философия: Мысль и власть в эпоху моноидеологизма.  М., 1997.
- История философии как наука в России XIX—XX вв.  М., 2001.
- Методология историко-философского исследования. М.: Институт философии РАН, 2002. - 370 с.
- Философия славянофилов. Иван Киреевский и Алексей Хомяков. М.: Изд-во Рус. Христиан. гуманит. ин-та, 2003. - 533 с. ISBN 5-88812-140-1. (Книга была написана в середине 1970-х годов, но не была издана, несмотря на то, что автор дал оценку славянофилам в марксистском духе и понимании. Сегодня эта работа интересна исключительно как памятник советской идеологии и истории философии).
- Коммунизм и антикоммунизм в России XX века: историко-публицистические очерки. Екатеринбург, 2006. - 492 с.

Статьи
- Русская эстетика первой трети XIX века. Классицизм // Русские эстетические трактаты первой трети XIX века. Т. 1. М.: Искусство, 1974. С.7-70.
- Русская эстетика первой трети XIX века. Романтизм. Эстетические воззрения дкекабризма // Русские эстетические трактаты первой трети XIX века. Т. 2. М.: Искусство, 1974. С. 9-80.
- История философии как историография и как наука // Вопросы философии. — 1984. — № 11.
- Цели и формы историко-философского исследования // Философские науки. — № 5. — 1986. — С. 83—90.
- Философская дискуссия 1947 года (преимущественно по личным воспоминаниям) // Отечественная философия: Опыт, проблемы, ориентиры исследования. Вып. VI. — М.: АОН при ЦК КПСС, 1991.
- Утраченные иллюзии: Воспоминания о начале издания «Вопросов философии» // Вопросы философии. — 1997. — № 7. — С. 21—28.
- О понятиях «метод историко-философского исследования» и «рациональная реконструкция историко-философского процесса»: Императивно-целевая концепция методологии историко-философского исследования // Историко-философский ежегодник, 2001. — М.: Наука, 2003. — С. 135—143.